# Johan Klopper

Johan Klopper (Jean, Jan), född omkring 1670 i Stockholm, död 30 september 1734 i Uppsala, var en svensk ritmästare, porträttmålare, miniatyrist och tecknare.

## Biografi
Johan Klopper var son till mäklaren Jan Klopper och Maria Corneliusdotter och gift första gången med en kvinna från en tysk-svensk släkt och andra gången från 1711 med Anna Katarina Zedritz. Klopper växte upp i en nederländsk konstintresserad borgarsläkt och efter elementära studier för Martinus Hannibal blev han lärjunge till Martin Meytens, innan han fortsatte sina studier 1690 i Europas då ledande konstcentra. Där fick han möjlighet att ta till sig värdefulla impulser från bland andra Godfrey Kneller och Michael Dahl. Han återvände till Stockholm 1694 och fick 1701 burskap som målare i staden. Han var ritmästare vid Uppsala universitet 1713–1734 där han undervisade adliga studenter i konstens elementära, miniatyrmåleri samt arkitektur och perspektivteckning. Hans lön från universitet var obetydlig och han tvingades att för sin försörjning arbeta som porträttör, kopist och konservator. Han erbjöds 1721 tjänsten som ritmästare vid Lunds universitet där lönen skulle bli betydligt bättre, men dessa planer skrinlades.
Bland Kloppers bästa porträtt ser man en säker karakteriseringsförmåga där teckningen är pregnant och energisk med en fast modellering i en värdig barockkomposition och en dämpad men rikt skiftande färgskala. Hans sätt att låta personligheten träda fram märks tydligt i porträttet av fornforskaren Johan Peringskiöld som han utförde 1706. Klopper avporträtterade bland andra Gabriel Henriksson Falkenberg (1702), Olof Rudbeck, Nicolaus Nicolai Braun och Harald Wallerius (Uppsala universitet). Bland hans offentliga arbeten märks ett antependium med ett passionsmotiv för altaret i Uppsala domkyrka som nedmonterades 1752. Klopper är representerad vid Nationalmuseum, Uppsala universitets konstmuseum, Gripsholm och Nordiska museet.